# Sepsis dvuzubka
Sepsis dvuzubka är en tvåvingeart som beskrevs av Ozerov 2000. Sepsis dvuzubka ingår i släktet Sepsis och familjen svängflugor.
Artens utbredningsområde är Kenya. Inga underarter finns listade i Catalogue of Life.